# Sekw’el’wás
Sekw’el’wás (Cayoose Creek; Cayoose Creek Band), jedna od bandi ili prvih nacija Lillooet Indijanaca, danas nastanjeni u blizini Lillooeta u Britanskoj Kolumbiji, Kanada, na rezervama Cayoosh Creek 1, Pashilqua 2 i Pashilqua 2a.
Populacija im iznosi oko 160